# Campeonato Sub-17 de la Concacaf de 2011
El Campeonato Sub-17 de la Concacaf de 2011 fue la 15.ª edición del torneo de fútbol en el cual participaron selecciones con jugadores menores de 17 años, que sirvió como clasificación a cuatro equipos de la Concacaf, los cuales, junto al anfitrión México, asistirán a la Copa Mundial de Fútbol Sub-17 de 2011 que se disputará del 18 de junio al 10 de julio.
Comenzó el 14 de febrero de 2011 y finalizó el 27 de febrero del mismo año. La sede fue la ciudad de Montego Bay, Jamaica.

## Equipos participantes
| Región                   | Torneo Clasificatorio        | Clasificados                                                        |
| ------------------------ | ---------------------------- | ------------------------------------------------------------------- |
| Caribe (CFU)             | Zona Caribeña                | - Barbados - Trinidad y Tobago - Cuba - Jamaica (anfitrión) - Haití |
| América Central (UNCAF)  | Zona Centroamericana         | - Costa Rica - El Salvador - Honduras - Panamá - Guatemala          |
| América del Norte (NAFU) | Clasificados Automáticamente | - Canadá - Estados Unidos                                           |

### Primera fase

#### Grupo A
| Equipo      | Pts | PJ | PG | PE | PP | GF | GC | DG |
| ----------- | --- | -- | -- | -- | -- | -- | -- | -- |
| Costa Rica  | 6   | 2  | 2  | 0  | 0  | 6  | 3  | 4  |
| El Salvador | 3   | 2  | 1  | 0  | 1  | 5  | 3  | 2  |
| Haití       | 0   | 2  | 0  | 0  | 2  | 1  | 6  | -5 |

| 14 de febrero de 2011 | Haití      | 1:3 (1:2) | Costa Rica                        | Catherine Hall Sports Complex, Bahía Montego                            |                                                                         |
|                       | Cherry 24' | Reporte   | Quiroz 23' · Leiva 44' · Ruiz 47' | Asistencia: 200 espectadores Árbitro(s): Juan Carlos Guerra (Guatemala) | Asistencia: 200 espectadores Árbitro(s): Juan Carlos Guerra (Guatemala) |

| 16 de febrero de 2011 | El Salvador | 3:0 (w.o.) | Haití | Jarrett Park, Bahía Montego |  |

| 18 de febrero de 2011 | Costa Rica       | 3:2 (2:1) | El Salvador             | Jarrett Park, Bahía Montego                |                                            |
|                       | Ruiz 16, 45, 73' | Reporte   | Iraheta 32' · Mejia 47' | Árbitro(s): Kenville Holder (Islas Caimán) | Árbitro(s): Kenville Holder (Islas Caimán) |

#### Grupo B
| Equipo         | Pts | PJ | PG | PE | PP | GF | GC | DG |
| -------------- | --- | -- | -- | -- | -- | -- | -- | -- |
| Estados Unidos | 6   | 2  | 2  | 0  | 0  | 4  | 1  | 3  |
| Panamá         | 1   | 2  | 0  | 1  | 1  | 0  | 1  | -1 |
| Cuba           | 1   | 2  | 0  | 1  | 1  | 1  | 3  | -2 |

| 14 de febrero de 2011 | Cuba      | 1:3 (0:1) | Estados Unidos                          | Catherine Hall Sports Complex, Bahía Montego                         |                                                                      |
|                       | López 68' | Reporte   | Koroma 27' · Oliver 46' · Rodríguez 50' | Asistencia: 548 espectadores Árbitro(s): Enrico Wijngaarde (Surinam) | Asistencia: 548 espectadores Árbitro(s): Enrico Wijngaarde (Surinam) |

| 16 de febrero de 2011 | Panamá | 0:0 | Cuba | Jarrett Park, Bahía Montego                        |  |
|                       |        |     |      | Asistencia: 261 espectadores Árbitro(s): Paul Ward |  |

| 18 de febrero de 2011 | Estados Unidos | 1:0 (0:0) | Panamá | Jarrett Park, Bahía Montego                                          |                                                                      |
|                       | Oliver 50'     | Reporte   |        | Asistencia: 825 espectadores Árbitro(s): Enrico Wijngaarde (Surinam) | Asistencia: 825 espectadores Árbitro(s): Enrico Wijngaarde (Surinam) |

#### Grupo C
| Equipo            | Pts | PJ | PG | PE | PP | GF | GC | DG |
| ----------------- | --- | -- | -- | -- | -- | -- | -- | -- |
| Jamaica           | 4   | 2  | 1  | 1  | 0  | 3  | 2  | 1  |
| Trinidad y Tobago | 4   | 2  | 1  | 1  | 0  | 3  | 2  | 1  |
| Guatemala         | 0   | 1  | 0  | 0  | 1  | 0  | 2  | -2 |

| 15 de febrero de 2011 | Jamaica                | 2:2 (1:0) | Trinidad y Tobago | Catherine Hall Sports Complex, Bahía Montego                                |                                                                             |
|                       | Wright 41' · Lewis 77' | Reporte   | Henry 56', 63'    | Asistencia: 4,400 espectadores Árbitro(s): Ricardo Arellano Nieves (México) | Asistencia: 4,400 espectadores Árbitro(s): Ricardo Arellano Nieves (México) |

| 17 de febrero de 2011 | Guatemala | 0:1 (0:0) | Trinidad y Tobago | Catherine Hall Sports Complex, Bahía Montego                      |                                                                   |
|                       |           | Reporte   | Adan Noel 90+2'   | Asistencia: 600 espectadores Árbitro(s): Trevor Taylor (Barbados) | Asistencia: 600 espectadores Árbitro(s): Trevor Taylor (Barbados) |

| 19 de febrero de 2011 | Jamaica      | 1:0 (1:0) | Guatemala | Catherine Hall Sports Complex, Bahía Montego                           |                                                                        |
|                       | Wright 45+2' | Reporte   |           | Asistencia: 6,563 espectadores Árbitro(s): Elmer Bonilla (El Salvador) | Asistencia: 6,563 espectadores Árbitro(s): Elmer Bonilla (El Salvador) |

#### Grupo D
| Equipo   | Pts | PJ | PG | PE | PP | GF | GC | DG |
| -------- | --- | -- | -- | -- | -- | -- | -- | -- |
| Canadá   | 4   | 2  | 1  | 1  | 0  | 8  | 0  | 8  |
| Honduras | 4   | 2  | 1  | 1  | 0  | 2  | 1  | 2  |
| Barbados | 0   | 2  | 0  | 0  | 2  | 1  | 10 | -9 |

| 15 de febrero de 2011 | Barbados    | 1:2 (1:0) | Honduras                   | Catherine Hall Sports Complex, Bahía Montego                             |                                                                          |
|                       | Prescod 15' | Reporte   | Róchez 71' · Velásquez 89' | Asistencia: 400 espectadores Árbitro(s): Hugo Alvarado Cruz (Costa Rica) | Asistencia: 400 espectadores Árbitro(s): Hugo Alvarado Cruz (Costa Rica) |

| 17 de febrero de 2011 | Canadá                                                                    | 8:0 (5:0) | Barbados | Catherine Hall Sports Complex, Bahía Montego                   |                                                                |
|                       | Petrasso 10, 29, 56' · Jalali 14' · Nanco 23' · Alemán 33, 47' · Cain 74' | Reporte   |          | Asistencia: 400 espectadores Árbitro(s): Jafeth Perea (Panamá) | Asistencia: 400 espectadores Árbitro(s): Jafeth Perea (Panamá) |

| 19 de febrero de 2011 | Honduras | 0:0 | Canadá | Catherine Hall Sports Complex, Bahía Montego |  |
|                       |          |     |        | Asistencia: 400 espectadores                 |  |

## Segunda Fase
|  | Cuartos de final  | Cuartos de final |                |         | Semifinales  | Semifinales  |  |  | Final | Final |
|  |                   |                  |                |         |              |              |  |  |       |       |
|  |                   |                  |                |         |              |              |  |  |       |       |
|  |                   |                  |                |         |              |              |  |  |       |       |
|  | Costa Rica        | 0                |                |         |              |              |  |  |       |       |
|  | Costa Rica        | 0                |                |         |              |              |  |  |       |       |
|  | Panamá            | 1                |                |         |              |              |  |  |       |       |
|  | Panamá            | 1                | Panamá         | 0       |              |              |  |  |       |       |
|  |                   |                  | Panamá         | 0       |              |              |  |  |       |       |
|  |                   | Canadá           | 1              |         |              |              |  |  |       |       |
|  | Canadá            | Canadá           | 1              | 2       |              |              |  |  |       |       |
|  | Canadá            |                  |                | 2       |              |              |  |  |       |       |
|  | Trinidad y Tobago | 0                |                |         |              |              |  |  |       |       |
|  | Trinidad y Tobago | 0                | Canadá         | 0       |              |              |  |  |       |       |
|  |                   |                  | Canadá         | 0       |              |              |  |  |       |       |
|  |                   | Estados Unidos   | 3              |         |              |              |  |  |       |       |
|  | Estados Unidos    | Estados Unidos   | 3              | 3       |              |              |  |  |       |       |
|  | Estados Unidos    |                  |                | 3       |              |              |  |  |       |       |
|  | El Salvador       | 2                |                |         |              |              |  |  |       |       |
|  | El Salvador       | 2                | Estados Unidos | 2       | Tercer lugar | Tercer lugar |  |  |       |       |
|  |                   |                  | Estados Unidos | 2       |              |              |  |  |       |       |
|  |                   | Jamaica          | 0              |         |              |              |  |  |       |       |
|  | Jamaica           | Jamaica          | 0              | 2       | Panamá       | 1            |  |  |       |       |
|  | Jamaica           |                  |                | 2       | Panamá       | 1            |  |  |       |       |
|  | Honduras          | 1                |                | Jamaica | 0            |              |  |  |       |       |
|  | Honduras          | 1                |                |         | 0            |              |  |  |       |       |
|  |                   |                  |                |         |              |              |  |  |       |       |
|  |                   |                  |                |         |              |              |  |  |       |       |

### Cuartos de final
| 22 de febrero de 2011 | Costa Rica | 0:1 (0:0) | Panamá       | Catherine Hall Sports Complex, Bahía Montego                              |                                                                           |
|                       |            | Reporte   | Stephens 75' | Asistencia: 228 espectadores Árbitro(s): Ricardo Arellano Nieves (México) | Asistencia: 228 espectadores Árbitro(s): Ricardo Arellano Nieves (México) |

| 22 de febrero de 2011 | Estados Unidos                           | 3:2 (1:1, 1:1) | El Salvador            | Catherine Hall Sports Complex, Bahía Montego |                                        |
|                       | Guido 4' · Rodríguez 95' · M.Pelosi 111' | Reporte        | Peña 9' · Iraheta 120' | Árbitro(s): Valdins Legister (Jamaica)       | Árbitro(s): Valdins Legister (Jamaica) |

| 23 de febrero de 2011 | Jamaica                 | 2:1 (1:0) | Honduras   | Catherine Hall Sports Complex, Bahía Montego                            |                                                                         |
|                       | Wright 13' · Wright 47' | Reporte   | Róchez 65' | Asistencia: 5,600 espectadores Árbitro(s): Enrico Wijngaarde (Surinam)) | Asistencia: 5,600 espectadores Árbitro(s): Enrico Wijngaarde (Surinam)) |

| 23 de febrero de 2011 | Canadá                 | 2:0 (2:0) | Trinidad y Tobago | Catherine Hall Sports Complex, Bahía Montego                         |                                                                      |
|                       | Nanco 15' · Alemán 20' | Reporte   |                   | Asistencia: 300 espectadores Árbitro(s): Elmer Bonilla (El Salvador) | Asistencia: 300 espectadores Árbitro(s): Elmer Bonilla (El Salvador) |

### Semifinales
| 25 de febrero de 2011 | Panamá | 0:1 (0:1) | Canadá        | Catherine Hall Sports Complex, Bahía Montego                        |                                                                     |
|                       |        | Reporte   | Gasparotto 8' | Asistencia: 2,000 espectadores Árbitro(s): Trevor Taylor (Barbados) | Asistencia: 2,000 espectadores Árbitro(s): Trevor Taylor (Barbados) |

| 25 de febrero de 2011 | Estados Unidos            | 2:0 (1:0) | Jamaica | Catherine Hall Sports Complex, Bahía Montego                                |                                                                             |
|                       | Pelosi 10' · Oliver 90+2' | Reporte   |         | Asistencia: 8,361 espectadores Árbitro(s): Ricardo Arellano Nieves (México) | Asistencia: 8,361 espectadores Árbitro(s): Ricardo Arellano Nieves (México) |

### Tercer lugar
| 27 de febrero de 2011 | Panamá     | 1:0 (1:0) | Jamaica | Catherine Hall Sports Complex, Bahía Montego |                                   |
|                       | Browne 36' | Reporte   |         | Árbitro(s): Luis Hernández (Cuba)            | Árbitro(s): Luis Hernández (Cuba) |

### Final
| 27 de febrero de 2011 | Canadá | 0:3 (0:0, 0:0) | Estados Unidos                        | Catherine Hall Sports Complex, Bahía Montego |                                         |
|                       |        | Reporte        | Smith 91' · Oliver 100' · Koroma 119' | Árbitro(s): Enrico Wijngaarde (Surinam)      | Árbitro(s): Enrico Wijngaarde (Surinam) |

| Bandera de Estados Unidos |
| Campeón Estados Unidos    |
| Tercer título             |

## Clasificados alMundial
| Estados Unidos | Canadá | México | Panamá | Jamaica |  |
| -------------- | ------ | ------ | ------ | ------- |  |

## Premios y reconocimientos

### Goleadores
| Jugador          | Selección      | Goles |
| ---------------- | -------------- | ----- |
| Andrew Oliver    | Estados Unidos | 4     |
| John Ruiz        | Costa Rica     | 4     |
| Jason Wright     | Jamaica        | 4     |
| Keven Alemán     | Canadá         | 3     |
| Michael Petrasso | Canadá         | 3     |